# Léonore Porchet
Pour les articles homonymes, voir Porchet.
Léonore Porchet, née le 9 juillet 1989 à Châtel-Saint-Denis (originaire de Montilier), est une personnalité politique suisse membre des Verts. 
Elle est députée du canton de Vaud au Conseil national depuis décembre 2019.

## Biographie
Originaire de Montilier, Léonore Porchet naît le 9 juillet 1989 à Châtel-Saint-Denis.
Elle passe sa jeunesse dans le Nord-vaudois, puis étudie l'histoire de l'art à l'Université de Lausanne. Elle obtient un master en Lettres en 2015. Son mémoire porte sur l'usage de la bande dessinée dans la communication politique à Genève.
Elle entame ensuite une carrière de spécialiste en communication et en gestion de projets avec pour spécialité les domaines de la culture, de la santé et de l'urbanisme. Elle poursuit sa carrière en indépendante depuis fin 2019.
Elle est en couple avec l'humoriste Robin Chessex.

## Parcours politique
Elle est conseillère communale de Lausanne et présidente des Verts lausannois de 2015 à 2017, puis est élue députée au Grand Conseil du canton de Vaud en 2017. 
Le 20 octobre 2019, elle est élue au Conseil national. Elle siège au sein de la Commission de la sécurité sociale et de la santé publique, de la Commission de la politique de sécurité et de la Commission judiciaire. Elle est réélue le 22 octobre 2023.

### Profil politique
Ses sujets d'intérêt principaux sont l'égalité et les droits des femmes, notamment le harcèlement de rue,,,. Elle est membre du collectif vaudois d'organisation de la grève des femmes de 2019.
Elle est également très présente sur le dossiers de la santé, et plaide pour un revenu de base inconditionnel,.
Sur le plan cantonal, elle s'est engagée en faveur de la formation et du logement des étudiants, sur un système de prêt d'œuvres d'art aux citoyens, et sur les questions de mobilité,.

## Autres mandats
Elle est nommée codirectrice de Festival international de bande dessinée de Lausanne en juillet 2022.

## Médias
À l'occasion des élections fédérales de 2015, Léonore Porchet est l'une des protagonistes de l'émission de la Radio Télévision Suisse MoiCandidat.ch.